# Aeroporto Internacional de Macau
O Aeroporto Internacional de Macau (澳門國際機場, em chinês) (IATA: MFM, ICAO: VMMC), inaugurado em Novembro de 1995, é actualmente o único aeroporto que serve a Região Administrativa Especial de Macau da República Popular da China.
A pista de aterragem e descolagem do aeroporto foi construída numa faixa conquistada ao mar, adjacente à ilha de Taipa, onde o terminal principal e o controle de tráfego aéreo estão localizados.
O aeroporto é a principal base de operações da Air Macau e da Viva Macau.
Em 2005, este aeroporto recebeu mais de 4,25 milhões de passageiros, apresentando um aumento de 14,5% em relação a 2004, e mais de 227 mil toneladas de mercadorias transportadas, apresentando um aumento de 2,9% em relação ao ano anterior. Também em 2005, o número de aterragens e descolagens de aviões registou um aumento de 11% em relação ao ano anterior, atingindo 45 mil.
Em 2017, o número de passageiros aumentou para 7.165.803, o que é mais do que os 6 milhões de passageiros por ano para os quais o terminal foi projetado.

## História
Durante a década de 1990, o aeroporto de Macau tinha ligação direta com a Europa. A TAP Air Portugal, em cooperação com a Sabena, começou a voar Airbus A340 para Lisboa via Bruxelas em abril de 1996, mas dentro de alguns meses as companhias aéreas estavam encontrando a rota difícil para operar.
Em 1997, a TAP mudou a parada para Bangkok, mas ainda não estava tendo lucro. Embora o governo português tenha ordenado inicialmente à TAP que continuasse a servir a sua então colónia, a companhia aérea retirou-se de Macau no início de 1999.

## Instalações

### Terminal
São 24 vagas de estacionamento para aeronaves no pátio, com 5 jetways. Existem 10 portões. Tal como em Hong Kong, Macau tem as suas próprias políticas de imigração e é um território aduaneiro separado da China continental. Todos os viajantes, incluindo aqueles para a China continental e Hong Kong, precisam passar pelas inspeções de imigração e alfândega de voos internacionais.

### Pista e aventais
A pista do aeroporto foi construída numa faixa de terreno recuperado no mar, junto à Ilha da Taipa, onde se encontram o terminal principal e as instalações de controlo do tráfego aéreo.

## Linhas aéreas e destinos
- AirAsia (Kuala Lumpur, Kota Kinabalu)
- Thai AirAsia (Bangkok-Suvarnabhumi)
- Air Macau (Bangkok-Suvarnabhumi, Pequim, Chengdu, Daegu, Haikou, Kaoshiung, Kunming, Manila, Nanjing, Osaka-Kansai, Seul-Incheon, Shanghai-Pudong, Shenzhen, Taipei-Taiwan Taoyuan, Xiamen)
- China Eastern Airlines (Kunming, Xian)
- Hainan Airlines (Pequim)
- East Asia Airlines (Hong Kong, Shenzhen) - serviço de helicóptero
- EVA Air (Kaoshiung, Taipei-Taiwan Taoyuan)
- Shandong Airlines (Qingdao)
- Shanghai Airlines (Shanghai-Pudong)
- Shenzhen Airlines (Wuxi)
- Tiger Airways (Manila-Clark, Cingapura)
- Xiamen Airlines (Fuzhou, Hangzhou, Xiamen)

A Viva Macau e a Transasia Airways serviam no aeroporto.